# Cookeina indica
Cookeina indica ist ein Schlauchpilz aus der Familie der Kelchbecherlingsverwandten.

## Merkmale

### Makroskopische Merkmale
Die gestielten Fruchtkörper, die Apothecien, werden bis zu 3,5 Zentimetern groß, und bis zu 3 Zentimeter breit. Sie sind schüsselförmig und von gelber bis ockerne Farbe. Der Rand ist ganzrandig und besitzt dieselbe Farbe wie der Rest des Fruchtkörpers. Der Stiel ist ebenfalls gelb, ist fest und rundlich und wird bis zu 2,2 Zentimetern lang und 1 bis 2 Millimeter dick. Die chinesischen Funde besitzen einen deutlich kürzeren Stiel bzw. sind beinahe ungestielt. Die Fruchtschicht ist glatt und genauso gefärbt wie der Rest des Fruchtkörpers.

### Mikroskopische Merkmale
Die Schläuche sind lang zylindrisch, werden aber an der Basis schmal bis hyphenförmig, an der Spitze sind sie abgestumpft, sind dickwandig und besitzen jeweils acht Sporen. Die Jod-Farbreaktion ist negativ. Sie werden 300–370 × 14–16 Mikrometer groß. Die Sporen sind ellipsoid, oft ungleichseitig, mit verdickten Wänden an den Polen, besitzen feine Längsrippen, die ineinander laufen können, bzw. an der Spitze verzweigt sein können. Sie werden 26,5–34,2 × 10–11,5 Mikrometer groß. Sie besitzen drei oder mehrere Öltropfen. Das äußere Excipulum ist bis zu 44 Mikrometer dick, besitzt eine Textura angularis, also ein Parenchym-ähnliches Gewebe. Haare entspringen diesem äußeren Excipulum und erreichen 80 Mikrometer.

## Ökologie und Verbreitung
Cookeina indica lebt auf abgestorbenen, verrottenden Zweigen in Laubwäldern. Er wurde bis jetzt in Indien (in West Kameng) und in China in den Provinzen Yunnan und Guizhou gefunden.

## Systematik und Taxonomie
Cookeina indica wurde 1984 von Donald H. Pfister und Rishi Khausal erstbeschrieben. Phylogenetische Studien bewiesen die Zugehörigkeit zur Gattung Cookeina, es konnte innerhalb der Gattung aber keine klare Zuordnung erstellt werden.

## Etymologie
Der Name indica bezieht sich offensichtlich auf den Erstfundort Indien. Der Gattungsname Cookeina ehrt den englischen Mykologen Mordecai Cubitt Cooke.